# Konwalatoksyna
Konwalatoksyna – organiczny związek chemiczny, glikozyd występujący w zielu konwalii majowej wykazujący silne działanie nasercowe. Aglikonem konwalatoksyny jest strofantydyna.
Kowalatoksyna wykazuje silne działanie nasercowe, przedawkowana powoduje zaburzenia czynności serca w skrajnych przypadkach kończące się śmiercią. Jej aktywność jest 10 razy silniejsza niż digitoksyny.